# Игра лигње
Игра лигње (кореј. 오징어 게임) јужнокорејска је телевизијска серија коју је створио Хван Дон Хјук за Netflix. Радња се врти око тајног такмичења у којем људи, који су у великим финансијским потешкоћама, ризикују своје животе кроз низ смртоносних дечјих игара како би освојили награду од 45,6 милијарди вона. Наслов серије односи се на корејску дечју игру по имену лигња.
Хван је дошао на идеју на основу сопствених економских потешкоћа, као и класне неједнакости у Јужној Кореји и капитализма. Иако је радњу написао током 2009. године, није успео да пронађе продукцијску кућу која би финансирала серију све док се Netflix није заинтересовао током 2019. као део покушаја да прошири своју понуду иностраних програма.
Прва сезона је приказана 17. септембра 2021. Добила је позитивне рецензије критичара и стекла пажњу публике широм света. Постала је најгледанија серија коју је приказао Netflix и освојила бројне награде. У јулу 2023. почела је продукција друге сезоне, која је премијерно објављена 26. децембра 2024. Трећа и последња сезона је снимљена истовремено с другом, а биће приказана 27. јуна 2025.

## Радња
Стотине шворц играча прихвате необичан позив за такмичење у дечјим играма. Чека их примамљива награда, али и високи, смртоносни улози.

## Улоге

### Главне
Бројеви у заградама означавају додељени број лика у Игри лигње.
- Ли Јунг Јае као Сеонг Ги Хун (456),[1] шофер и зависник од коцкања, живи са мајком и бори се да финансијски издржава своју ћерку. Учествује у Игри како би измирио многе дугове.
- Пак Хе Су као Чо Санг Ву (218),[1] шеф инвестиционог тима у предузећу за хартије од вредности, млађи је од Ги Хуна и био је надарен ученик који је студирао на Националном универзитету у Сеулу, али га полиција сада тражи због крађе новца од његових клијената.
- Ви Ха Џун као Хванг Ђу Хо,[2] полицајац који се убацује у игру као чувар како би пронашао свог несталог брата.
- Хо Јон Јунг као Канг Се Биок (067),[3] избеглица из Северне Кореје која улази у игру да плати посреднику да пронађе и преузме њене преживеле чланове породице који су још увек преко границе.
- О Јонг Су као О Ил Нам (001),[4] старији човек са тумором на мозгу који би радије да игра Игру уместо да чека да умре у спољном свету. Такође и организатор Игре.
- Хо Сунг Те као Ђанг Деок Су (101),[5] гангстер који улази у Игру да измири своје огромне коцкарске дугове.
- Анупам Трипати као Али Абдул (199),[4] страни радник из Пакистана, који улази у игру како би спасио своју младу породицу након што му послодавац месецима одбија да му плати.
- Ким Ђу Рјонг као Хан Ми Њео (212),[6] мистериозна и манипулативна жена која тврди да је сиромашна самохрана мајка.

### Споредне

#### Учесници игре
- Ју Сунг Ђу као Бјонг Ги (111),[7] лекар који тајно ради са групом корумпираних стражара ради трговине органима мртвих учесника у замену за информације о предстојећим играма.
- Ли Ју Ми Ђи Јонг (240),[8] млада жена која је управо изашла из затвора након што је убила свог оца насилника.
- Ким Си Хјун као Играч 244, пастир који поново открива своју веру током Игре.
- Ли Санг Хи као Играч 017,[9] произвођач стакла са више од 30 година искуства.
- Ким Јун Те као Играч 069, играч који се придружује Игри са својом супругом, Играчем 070.
- Ли Ђи Ха као Играч 070,[10] играч који се придружује Игри са својим супругом, Играчем 069.
- Квак Ђа Хјунг као Играч 278, играч који се придружује Док Суовој групи и понаша се као његов послушник.
- Крис Чен као Играч 276,[11] играч који се придружује групи Сонг Ги Хуна у рунди надвлачења конопца.

#### Остали
- Ким Јунг Ок као Ги Хунова мајка[12]
- Чо Ах Ин као Сонг Га Јеонг, Ги Хунова ћерка
- Канг Мал Хеум као Ги Хунова бивша супруга и Ге Јеонгина мајка[12]
- Пак Ху Ђин као Санг Хуова мајка
- Пак Си Ван као Канг Чол, Се Бјокин млађи брат

#### Специјална гостовања
- Гонг Ју као регрутер (1. и 9. епизода 1. сезоне)[13]
- Ли Бјунг Хун као Водећи човек / Хванг Ин Хо (8. и 9. епизода 1. сезоне)[14]
- Ли Ђунг Ђун као стражар (3. епизода 1. сезоне)[15]
- Џефри Ђулијано као VIP #4 (7. епизода 1. сезоне)[16]

## Епизоде
| Сезона | Сезона | Епизоде | Епизоде | Оригинална објава   | Оригинална објава   |
| ------ | ------ | ------- | ------- | ------------------- | ------------------- |
|        | 1.     | 9       | 9       | 17. септембар 2021. | 17. септембар 2021. |
|        | 2.     | 7       | 7       | 26. децембар 2024.  | 26. децембар 2024.  |
|        | 3.     | 6       | 6       | 27. јун 2025.       | 27. јун 2025.       |

### 1. сезона (2021)
| Бр. еп. (укупно) | Бр. еп. (у сезони) | Наслов                                           | Редитељ       | Сценариста    | Премијера           |
| --- | ------------------ | ------------------------------------------------ | ------------- | ------------- | ------------------- |
| 1 | 1                  | Црвено светло, зелено светло 무궁화 꽃이 피던 날 | Хван Дон Хјук | Хван Дон Хјук | 17. септембар 2021. |
| У нади да ће на лак начин доћи до новца, Ги Хун очајан пристане учествовати у загонетној игри. Већ у првом кругу на површину изађу ужаси које није могао ни замислити.                 |                    |                                                  |               |               |                     |
| 2 | 2                  | Пакао 지옥                                       | Хван Дон Хјук | Хван Дон Хјук | 17. септембар 2021. |
| Група не зна би ли наставила или одустала, па одржи гласање. Међутим, њихови животи напољу могли би бити једнако немилосрдни као и сама игра.                                          |                    |                                                  |               |               |                     |
| 3 | 3                  | Човек с кишобраном 우산을 쓴 남자                | Хван Дон Хјук | Хван Дон Хјук | 17. септембар 2021. |
| Неколико играча уђе у следећи круг, у којем их чекају награде и смрт у једнаком односу, уз неколико скривених предности. Ђун Хо се потајно инфилтрира на острво где се игре одржавају. |                    |                                                  |               |               |                     |
| 4 | 4                  | Држи се екипе 쫄려도 편먹기                      | Хван Дон Хјук | Хван Дон Хјук | 17. септембар 2021. |
| Играчи формирају савезе и нико у спаваоници није сигуран кад се угасе светла. У трећој игри Ги Хунов тим мора размишљати стратешки.                                                    |                    |                                                  |               |               |                     |
| 5 | 5                  | Поштен свет 평등한 세상                          | Хван Дон Хјук | Хван Дон Хјук | 17. септембар 2021. |
| Ги Хун и екипа измењују се на стражи целу ноћ. Маскирани мушкарци упадну у невољу са својим завереницима.                                                                              |                    |                                                  |               |               |                     |
| 6 | 6                  | Ганбу 깐부                                       | Хван Дон Хјук | Хван Дон Хјук | 17. септембар 2021. |
| Играчи се поделе у парове за четврту игру. Ги Хун се бори с моралном дилемом, Санг Ву изабере самоочување, а Се Бјок подели своју животну причу.                                       |                    |                                                  |               |               |                     |
| 7 | 7                  | особе                                            | Хван Дон Хјук | Хван Дон Хјук | 17. септембар 2021. |
| Маскирани вођа дочекује госте који ће гледати такмичење из првог реда. У петој игри неки играчи пукну под притиском.                                                                   |                    |                                                  |               |               |                     |
| 8 | 8                  | Водећи човек 프론트맨                            | Хван Дон Хјук | Хван Дон Хјук | 17. септембар 2021. |
| Пред завршни круг међу финалистима влада неповерење и гађење. Ђун Хо покушава да побегне, одлучан да разоткрије прљаву тајну игре.                                                     |                    |                                                  |               |               |                     |
| 9 | 9                  | Једног срећног дана 운수 좋은 날                 | Хван Дон Хјук | Хван Дон Хјук | 17. септембар 2021. |
| Завршни круг доноси још један окрутни тест, али овога пута исход зависи само на једном играчу. Аутор игре искорачи из сенке.                                                           |                    |                                                  |               |               |                     |

### 2. сезона (2024)
| Бр. еп. (укупно) | Бр. еп. (у сезони) | Наслов                                  | Редитељ       | Сценариста    | Премијера          |
| --- | ------------------ | --------------------------------------- | ------------- | ------------- | ------------------ |
| 10 | 1                  | Хлеб и лутрија 빵과 복권                | Хван Дон Хјук | Хван Дон Хјук | 26. децембар 2024. |
| Осветољубиви Ги Хун повуче неочекиван потез у ваздушној луци. После у свом скровишту појача потрагу за неухватљивим регрутером који тражи нове играче.    |                    |                                         |               |               |                    |
| 11 | 2                  | Журка за Ноћ вештица 할로윈 파티        | Хван Дон Хјук | Хван Дон Хјук | 26. децембар 2024. |
| Ги Хун се коначно дочепа позивнице, с датумом на Ноћ вештица. У напетом тренутку он и Ђу Хо открију један другом истину.                                  |                    |                                         |               |               |                    |
| 12 | 3                  | 001                                     | Хван Дон Хјук | Хван Дон Хјук | 26. децембар 2024. |
| Нови играчи се окупе ради прилике за освајање 45,6 милијарди вона. Након интензивног првог круга судбине преживелих висе на концу све до последњег гласа. |                    |                                         |               |               |                    |
| 13 | 4                  | Шест ногу 여섯 개의 다리                | Хван Дон Хјук | Хван Дон Хјук | 26. децембар 2024. |
| Играчи се припремају за следећу игру: пентатлон на шест ногу, у којем сваки члан тима мора завршити мини-игру како би преживио, иначе испада цели тим.    |                    |                                         |               |               |                    |
| 14 | 5                  | Још једна игра 한 게임 더               | Хван Дон Хјук | Хван Дон Хјук | 26. децембар 2024. |
| Канг Но Јул због свог понашања стекне непријатеље. Напетост досегне врхунац кад преостали играчи крену гласати о проласку у следећи круг.                 |                    |                                         |               |               |                    |
| 15 | 6                  |                                         | Хван Дон Хјук | Хван Дон Хјук | 26. децембар 2024. |
| Ђу Хо се са својим тимом припрема инфилтрирати на сумњиво острво. Док расте напетост, али и новчане награде, играчи се поделе у две супротстављене групе. |                    |                                         |               |               |                    |
| 16 | 7                  | Пријатељ или непријатељ 친구인가 적인가 | Хван Дон Хјук | Хван Дон Хјук | 26. децембар 2024. |
| Преостали играчи припремају стратегију како преживети ноћ. Ги Хун предложи рискантан план, али требаће му поуздани савезници како би га извео.            |                    |                                         |               |               |                    |